# Söğütlüçeşme (Kadıköy)
Söğütlüçeşme ("fontana del salice" in turco) è un quartiere (in turco semt) del distretto di Kadıköy, nella parte asiatica della provincia di Istanbul. Amministrativamente si trova all'interno delle mahalle di Zühtüpaşa, Hasanpaşa e Rasimpaşa. Söğütlüçeşme rappresenta uno dei più importanti snodi di trasporto su ferro e su gomma di Istanbul.

## Storia
Reperti della necropoli romana della città di Calcedonia sono stati portati alla luce a seguito di scavi archeologici effettuati in questo quartiere nel 1976. La costruzione della fontana (Çeşme in Turco) chiamata Söğütlü Çeşme, che dà il nome al quartiere, è datata al XVI e XVII secolo e l'esistenza della stessa era ancora attestata negli anni '50 del 900.
Dagli anni Settanta, il volto dell'area è cambiato con la costruzione dei raccordi anulari denominati Interscambio di Söğütlüçeşme e Interscambio di Fenerbahçe per l'attraversamento di Kadıköy dalla direzione del Ponte dei Martiri del 15 luglio,, e la ricostruzione della stazione ferroviaria di Söğütlüçeşme sotto forma di viadotto. Dopo che l'invasione di incroci stradali e traffico automobilistico pesante, l'arrivo del metrobus nella zona nel 2009 ha rappresentato un nuovo sviluppo per il quartiere. Un progetto che ha cambiato il volto di Söğütlüçeşme a partire dagli anni 2020 è stato il progetto "Lavori supplementari di costruzione del viadotto e di sistemazione del paesaggio a Söğütlüçeşme", nell'ambito del quale è stato costruito un nuovo viadotto nella zona, mentre l'area sotto i viadotti è stata adibita a luogo di ristoro e a un centro artistico.
In occasione del 50° anniversario del suffragio femminile (1984), lo scultore Prof. Hüseyin Gezer ha costruito il “Monumento ai diritti delle donne” a Söğütlüçeşme. La statua, che raffigura una donna che si toglie il velo accanto ad Atatürk, è stata vandalizzata nel 2016. Dopo questo incidente, la statua è stata spostata dalla sua posizione vicino alla stazione ferroviaria di Söğütlüçeşme e anche il suo piedistallo è stato rimosso, mentre la parte con il velo è stata collocata in un parco di İçerenköy, nascosta dietro il verde.

## Monumenti e luoghi d'interesse
L'edificio del Comune di Kadıköy, l'Ufficio Matrimoniale di Kadıköy, la stazione di Söğütlüçeşme del Marmaray, la stazione dei treni ad alta velocità di Söğütlüçeşme, la stazione del Metrobus (Istanbul), il prato di Kuşdili, la moschea di Söğütlüçeş, lo stadio Şükrü Saracoğlu del Fenerbahçe e l'hammam di Söğütlüçeşme si trovano in questo quartiere e incidono sulla densità di popolazione del quartiere.
Söğütlüçeşme Caddesi, la strada che porta il nome del quartiere, attraversa le mahalle di Hasanpaşa e Rasimpaşa e quella di Osmanağa: quest'ultima parte della strada è l'unica strada preferenziale di Istanbul oltre a quella percorsa dal metrobus.